# Ternstroemia verticillata
Ternstroemia verticillata är en tvåhjärtbladig växtart som beskrevs av Johann Friedrich Klotzsch och Heinrich Wawra. Ternstroemia verticillata ingår i släktet Ternstroemia och familjen Pentaphylacaceae. Inga underarter finns listade i Catalogue of Life.